# لورا فولتش
لورا فولتش (بالإسبانية: Laura Folch)‏ (21 أبريل 1990 بسرقسطة في إسبانيا - ) هي لاعبة كرة قدم إسبانية في مركز الوسط. لعبت مع نادي سرقسطة لكرة القدم للسيدات.